# Site olympique

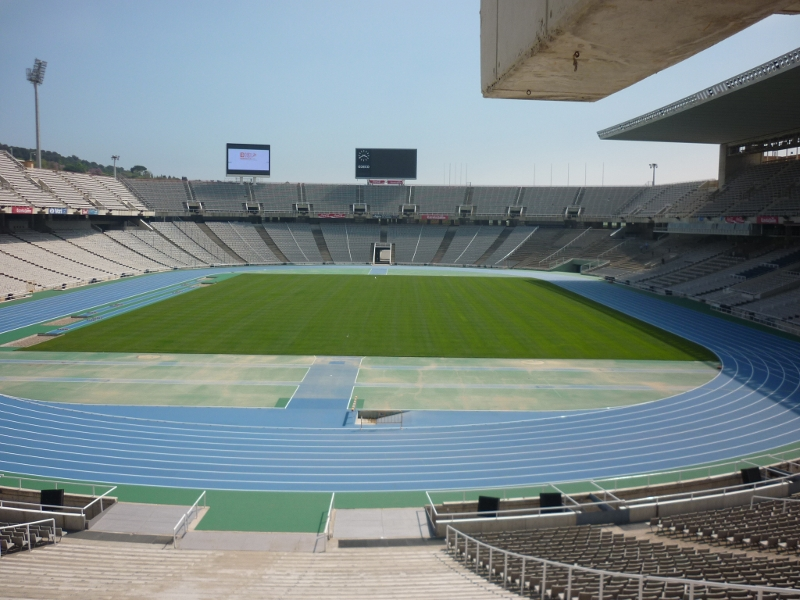
Stade olympique de Barcelone ayant accueilli les cérémonies d'ouverture et de clôture des Jeux de 1992.

Un site olympique est un site sportif ayant accueilli une discipline sportive aux Jeux olympiques.
À chaque célébration des Jeux olympiques, dont la ville hôte est désignée généralement sept ans auparavant, la construction de sites olympiques débute pour les compétitions sportives, les entraînements, les villages olympiques, les hôtels, les transports, etc.
Avec une trentaine de sports, les sites olympiques sont divisés en plusieurs grandes zones, disséminés dans la ville-hôte. Du fait de l'urbanisation déjà présente, pour plusieurs Jeux, la majorité des sites se trouvent dans la banlieue de la ville-hôte, voire dans sa région proche. Pour les Jeux d'été, deux sports se déroulent souvent hors de la ville : le tournoi de football (plusieurs stades dans tout le pays) et la voile (qui exige une ville côtière). Pour les Jeux d'hiver, les sites de compétition peuvent être distants d'une centaine de kilomètres, les pistes de ski étant éloignées du centre urbain de la ville-hôte.
Comme la plupart des événements sportifs, pour éviter la concurrence entre sponsors, les sites sportifs dont le nom est donné dans le cadre d'un naming sont renommés pendant les Jeux ; le lieu est alors temporairement intitulé en référence de la géographie ou du sport.
Les sites olympiques sont concernés par un autre événement sportif proche : les Jeux paralympiques. Existant depuis 1960, ils se déroulent dans la même ville-hôte, quelques semaines après les Jeux olympiques (sauf quelques rares fois), ce qui fait que les installations sont réutilisées, avec quelques réaménagements.

## Les enjeux post-olympiade
Le problème qui se pose avec les sites olympiques est leurs devenirs. Depuis plusieurs années, ce problème est médiatisé en parlant de constructions coûteuses, disproportionnées, voire abandonnées. Le qualificatif revenant le plus souvent est celui d'« éléphant blanc ».
Les exemples les plus médiatisés sont les Jeux d'hiver de Sarajevo en 1984 (même si la ville vécut de 1992 à 1996 un terrible siège) et les Jeux d'été d'Athènes en 2004 (la plupart des sites sont à l'abandon et tous les projets de réutilisation ont échoué, bien avant la grave crise de la dette que le pays traverse depuis 2008),. 
Depuis plusieurs années, les constructions temporaires sont privilégiées, ainsi que la réutilisation de sites existants. Pour les sites définitifs en béton, ils sont le plus souvent constitués de sièges temporaires, enlevés après les Jeux, ce qui diminue les frais de maintenance. L'agenda olympique 2020 prévoit ainsi la promotion de constructions temporaires et songe aussi à organiser certains sports hors de la ville, voire du pays-hôte.
Cela concerne surtout les Jeux d'été. Les Jeux d'hiver ont plus fait appel à des constructions temporaires et à des sites qui ont été pérennisés en changeant radicalement leurs vocations de départ (surtout les patinoires).
Le Comité international olympique (CIO) a conscience du coût engendré et n'a pas voulu reconduire cette difficulté pour les Jeux olympiques de la jeunesse. Existant depuis 2010, ils ont comme credo de n'utiliser que des installations existantes, ce qui limite fortement le budget et facilite ainsi leur organisation.

## Jeux olympiques d'été

### Par olympiade
- Athènes 1896
- Paris 1900 (en)
- Saint Louis 1904 (en)
- Londres 1908 (en)
- Stockholm 1912 (en)
- Anvers 1920 (en)
- Paris 1924 (en)
- Amsterdam 1928 (en)
- Los Angeles 1932 (en)
- Berlin 1936 (en)
- Londres 1948 (en)
- Helsinki 1952 (en)
- Melbourne 1956 (en)
- Rome 1960 (en)
- Tokyo 1964 (en)
- Mexico 1968 (en)
- Munich 1972 (en)
- Montréal 1976 (en)
- Moscou 1980 (en)
- Los Angeles 1984 (en)
- Séoul 1988 (en)
- Barcelone 1992 (en)
- Atlanta 1996 (en)
- Sydney 2000 (en)
- Athènes 2004
- Pékin 2008
- Londres 2012
- Rio de Janeiro 2016
- Tokyo 2020
- Paris 2024[5]
- Los Angeles 2028

### Par sport
La liste comprend ici les 28 sports qui seront à Tokyo en 2020, ainsi que le stade olympique avec les cérémonies et les anciens sports. Même si les Jeux auront cinq sports additionnels, pouvant être définitivement intégrés. Des disciplines sont quelquefois séparées car, même s'il s'agit du même sport, elles requièrent leurs propres installations (cela concerne surtout le cyclisme, la natation et le volley).
- Stade olympique (accueille généralement les cérémonies olympiques et l'athlétisme)
- Athlétisme (en)
- Aviron (en)
- Badminton (en)
- Basketball (en)
- Boxe (en)
- Canoë-Kayak (en)
- Cyclisme : 
  - BMX 
  - Sur route 
  - Sur piste 
  - VTT
- Équitation (en)
- Escrime (en)
- Football (en)
- Golf (en)
- Gymnastique (en)
- Handball (en)
- Haltérophilie (en)
- Hockey sur gazon (en)
- Judo (en)
- Lutte (en)
- Natation :
  - Natation (en) 
  - Natation synchronisée (en) 
  - Plongeon (en) 
  - Water-polo (en)
- Pentathlon moderne (en)
- Rugby à sept
- Tækwondo (en)
- Tennis (en)
- Tennis de table (en)
- Tir (en)
- Tir à l'arc (en)
- Triathlon (en)
- Voile (en)
- Volleyball :
  - Beach-Volley 
  - Indoor
- Anciens sports et sports de démonstration (en)

## Jeux olympiques d'hiver

### Par olympiade
- Chamonix 1924 (en)
- Saint Moritz 1928 (en)
- Lake Placid 1932 (en)
- Garmisch-Partenkirchen 1936 (en)
- Saint Moritz 1948
- Oslo 1952
- Cortina d'Ampezzo 1956 (en)
- Squaw Valley 1960 (en)
- Innsbruck 1964 (en)
- Grenoble 1968 (en)
- Sapporo 1972 (en)
- Innsbruck 1976 (en)
- Lake Placid 1980 (en)
- Sarajevo 1984 (en)
- Calgary 1988
- Albertville 1992 (en)
- Lillehammer 1994 (en)
- Nagano 1998 (en)
- Salt Lake City 2002 (en)
- Turin 2006 (en)
- Vancouver 2010
- Sotchi 2014
- PyeongChang 2018
- Pékin 2022

### Par sport
- Cérémonies olympiques[7]
- Biathlon (en)
- Bobsleigh, luge et skeleton (en)[8]
- Combiné nordique
- Curling (en)
- Hockey sur glace (en)
- Patinage artistique (en)
- Patinage de vitesse (en)
- Patinage de vitesse sur piste courte (en)
- Saut à ski
- Ski acrobatique (en)
- Ski alpin (en)
- Ski de fond (en)
- Snowboard (en)
- Anciens sports et sports de démonstration (en)